# Paolo Borgia
Paolo Borgia, né le 18 mars 1966 en  Italie à Manfredonia dans la province de Foggia, est un prélat catholique et diplomate italien, nonce apostolique au Liban (en) après avoir été nonce apostolique en Côte d'Ivoire de 2019 à 2022 et assesseur pour les affaires générales au sein de la Secrétairerie d'État du Saint-Siège de 2016 à septembre 2019. Outre l'italien, il parle espagnol, français et anglais.

## Biographie
Paul Borgia est ordonné prêtre le 10 avril 1999. Il étudie le droit canon, puis entre à l'Académie pontificale ecclésiastique pour devenir diplomate du Saint-Siège dont il est au service à partir du 1er décembre 2001. Il est nommé à la nonciature apostolique de la République centrafricaine, en tant qu'attaché. Le 1er décembre, il est promu secrétaire de deuxième classe, puis il est transféré à la nonciature de Mexico (en). Il devient secrétaire de première classe en 2006 et conseiller en 2010. En 2007, il est nommé à la nonciature de Tel Aviv (en), puis il sert à partir de 2010 au Liban (en) aux côtés de Gabriele Caccia. En 2013, Paolo Borgia retourne à Rome travailler à la deuxième section de la secrétairerie d'État, puis aux Affaires générales à partir du 29 octobre 2014. Il est nommé conseiller de première classe le 1er  décembre suivant.
Le pape François le nomme assesseur des Affaires générales, le 4 mars 2016, où il assiste alors Giovanni Becciu. Le pape effectue une visite surprise à la secrétairerie d'État (notamment à la troisième section) accompagné de Paolo Borgia le 27 mars 2018, où il ne s'était pas rendu depuis le 12 avril 2013.
Le 3 septembre 2019, il est nommé nonce apostolique et reçoit le titre d'archevêque titulaire de Milazzo (de). Le 28 octobre suivant, il est nommé à la nonciature apostolique en Côte d'Ivoire.